# 矢野泰二郎
矢野泰二郎（日语：／，2002年5月22日—）是一名出生於日本愛媛縣今治市的職業棒球選手，效力於日本職棒東京養樂多燕子，主要守備位置為捕手。

## 外部連結
- 矢野泰二郎在日本職棒（英语）